# Малиновська сільська рада (Зав'яловський район)
Мали́новська сільська рада (рос. Малиновский сельский совет) — сільське поселення у складі Зав'яловського району Алтайського краю Росії.
Адміністративний центр та єдиний населений пункт — селище Малиновський.

## Населення
Населення — 1217 осіб (2019; 1345 в 2010, 1608 у 2002).